# Süleymaniye, Viranşehir
Süleymaniye là một xã thuộc huyện Viranşehir, tỉnh Şanlıurfa, Thổ Nhĩ Kỳ. Dân số thời điểm năm 2011 là 380 người.